# Río Timpía
Der Río Timpía ist ein etwa 156 km langer rechter Nebenfluss des Río Urubamba im Osten von Peru in der Region Cusco.

## Flusslauf
Der Río Timpía entspringt im Südosten des Distrikts Echarati in der Provinz La Convención. Den Ursprung des Río Timpía bildet ein 3770 m hoch gelegener Bergsee nördlich des 4077 m hohen Cerro Yuracmayo in der peruanischen Ostkordillere. Weiter östlich befindet sich das Quellgebiet des Río Maestron, ein linker Nebenfluss des Río Piñi-Piñi. Weiter südlich verläuft der Río Yavero. Der Río Timpía fließt anfangs 55 km nach Norden. Anschließend wendet er sich nach Westen und behält den Kurs bis zu seiner Mündung nahe der Siedlung Timpía in den Río Urubamba bei. 500 m oberhalb der Mündung trifft der Río Shihuaniro von links auf den Río Timpía. Dessen Mündung in den Río Urubamba liegt auf einer Höhe von etwa 400 m.

## Einzugsgebiet
Der Río Timpía entwässert ein Areal von etwa 1900 km². Dieses liegt im Osten des Distrikts Echarati sowie im Südosten des Distrikts Megantoni. Das Gebiet liegt an der Nordostflanke der peruanischen Ostkordillere und ist in den mittleren und niederen Lagen mit tropischem Regenwald bedeckt. Das Einzugsgebiet des Río Timpía oberhalb von Flusskilometer 78 befindet sich im Distrikt Echarati und dort innerhalb des Schutzgebietes Santuario Nacional Megantoni. Der Mittel- und Unterlauf liegen im Distrikt Megantoni. Zwischen den Flusskilometern 78 und 15 durchquert der Fluss die Reserva Territorial Kugapakori, Nahua, Nanti y otros, ein Schutzgebiet für die dort isoliert lebende indigene Bevölkerung. Das Einzugsgebiet des Río Timpía grenzt im Norden an das des Río Camisea, im Nordosten an die Einzugsgebiete von Río Manú Chico, Río Manú und Río Sotileja, im Südosten an das des Río Maestron sowie im Süden an die Einzugsgebiete von Río Yavero und Río Ticumpinia.